# 下溪墘
下溪墘，是臺灣彰化縣竹塘鄉的一個傳統地域名稱，位於該鄉南部。相較於今日行政區，其範圍大致包括溪墘村、新廣村西南部凸出部分。

## 歷史
台灣清治末期至日治初期，下溪墘地區為一街庄，稱為「下溪墘庄」，隸屬於深耕堡。該庄北與鹿藔庄、內蘆竹塘庄為鄰，東與番仔藔庄為鄰，南邊隔濁水溪與新庄仔庄為界，西邊為內新厝庄。。
1901年（日治明治三十四年）11月，全台廢縣廳改設二十廳，該庄隸屬於彰化廳。1903年（明治三十六年）6月，該庄編入「內蘆竹塘區」，隸屬於彰化廳。1909年（明治四十二年）10月，合併二十廳為十二廳，內蘆竹塘區改隸屬於臺中廳。1920年（大正九年），廢廳、支廳、區、街庄（舊制）改設州、郡、街庄（新制）、大字，該庄改制為「下溪墘」大字，隸屬於臺中州北斗郡竹塘庄。
戰後竹塘庄改制為竹塘鄉，隸屬於臺中縣，大字亦改制為村。1950年10月，中、彰、投分治，竹塘鄉改隸屬彰化縣。

## 聚落
本地區發展較早的聚落為下溪墘、頂溪墘，在日治期初期的官方地圖上已有記載。此外，本地區尚有蚵子底聚落。

## 交通
省道台19線（中央路一段）又稱「中央公路」，是彰化至台南永康的幹道，大致以東北東—西南西走向繞大彎轉北北東—南南西走向經過下溪墘地區西北角及西部邊界北側地帶。由該道路向東北東可前往竹塘市區、埤頭、溪湖、埔鹽等地，向南南西過濁水溪自強大橋後可前往二崙、崙背、土庫西北端、褒忠等地。
縣道152號（中央路一段）是大城鄉公館至名間的道路，大致以西南—東北走向繞彎道轉西南西—東北東走向與省道台19線共線經過本地區西北角。由該道路向西南轉西北西蜿蜒獨行後可前往大城、公館並止於省道台17線路口，向東北東經竹塘市區東側轉東南獨行後可前往埤頭南部、溪州、二水、名間等地。
鄉道彰127線是頂後厝至新莊的道路，其南側端點位於本地區東部邊界中央偏北的田頭堤防道路路口。由此向北北東沿邊界蜿蜒而行，出境後可前往番子寮與竹塘邊界地帶、竹塘東南部、樹子腳與竹塘交界地帶、樹子腳西北端、五庄子、𥕟磘、丈八斗東部的橋子頭聚落、大排沙、萬合、舊趙甲西部的頂後厝聚落並止於縣道143號路口。
鄉道彰175線（河陽路）是牛稠子至下溪墘的道路，其南側端點位於本地區中部偏西南的下溪墘堤防道路路口。由此向北經下溪墘聚落後直行，出境後經省道台19線路口可前鹿寮、面前厝地區並止於舊縣道143甲線（竹林路二段）路口。